# 金紅石
ルチル（英: rutile）とは、二酸化チタン（TiO2）の結晶の1つで、正方晶系の鉱物である。ドイツの鉱物学者、アブラハム・ゴットロープ・ウェルナーによって、光の下で見たとき発生する赤味を帯びた色にもとづいてラテン語の「rutilus」（赤、または赤味を表す）から名づけられた。金紅石（きんこうせき）とも呼ばれる。ルチルは火成岩や変成岩などによく発生する副成分鉱物で、金属含有量が約60％ある。チタンの重要な鉱石鉱物で、チタン単体を取り出すためにも使用される。
なお、ルチルと同様の組成式で表される鉱物に、鋭錐石（アナテース）、板チタン石（ブルッカイト）、赤荻石（Akaogiite）がある。

## 宝石としてのルチル

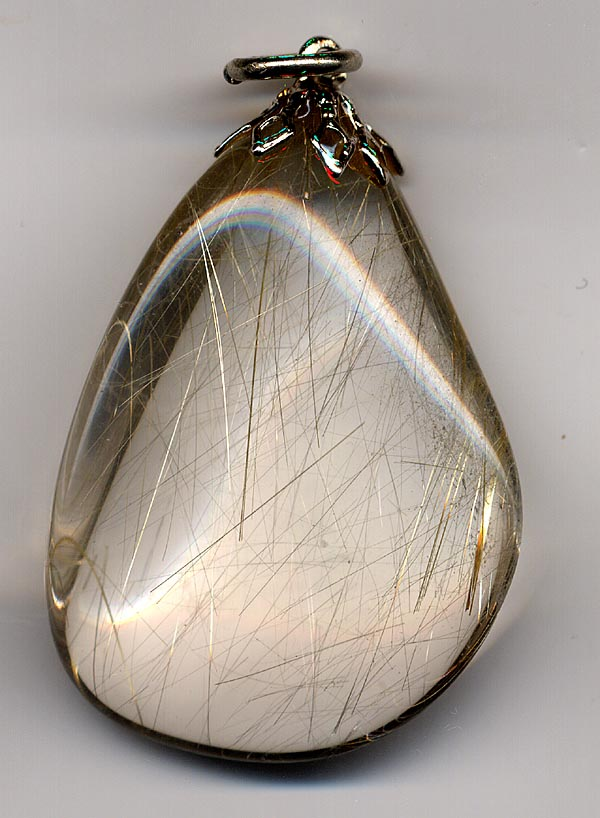
ルチルを含む水晶のペンダント。針状の内包物がルチルで、これは「針入り水晶」などと呼ばれる。

屈折率は2.62-2.90とダイアモンドを上回るが、天然に産するルチル自体は結晶が小さすぎるか、または透明でないため、宝石として加工されることは稀である。
ただ、石英の中にルチルの針状結晶が内包される場合もあり、これは「針入り水晶」などと呼ばれ、装飾品などとして利用されている。また、ルビーやサファイアに含まれるルチルは、スター効果を起こす。これは、ルチルが双晶になりやすいためである。
人工宝石としてのルチルは、1948年より生産が開始された。1950年代中頃までは無色透明な物が「Titania」（ティタニア）、レインボーダイヤモンドといった名でダイヤモンドの代用品として盛んに生産された。しかし、モース硬度が低い上に、別種のダイヤモンドのイミテーション、チタン酸ストロンチウムの製法が発見されると、すぐに廃れた。

## ルチルグループ
- ルチル（rutile）: TiO2
- 軟マンガン鉱（pyrolusite）: MnO2
- アルグ石（argutite）: GeO2
- 錫石（cassiterite）: SnO2
- パラテルル石（paratellurite）: TeO2
- プラットナー石（英語版）（plattnerite）: PbO2
- スティショフ石（stishovite）: SiO2

## 結晶構造

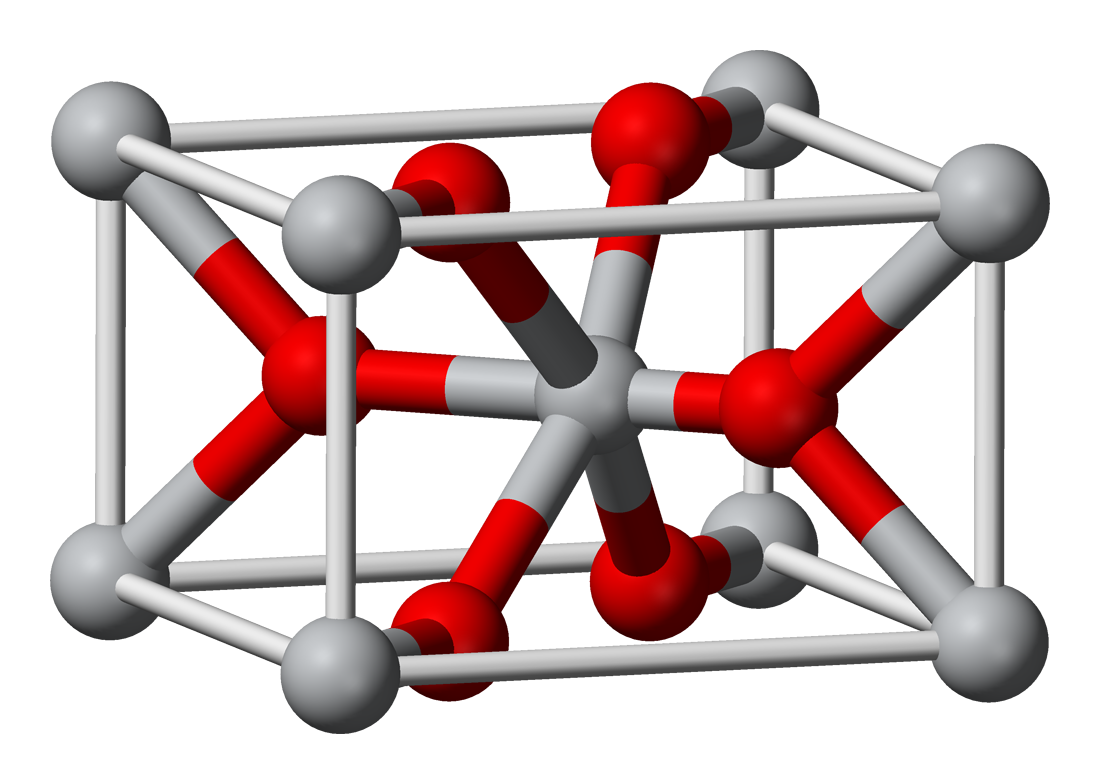
ルチルの単位格子。チタン原子は灰色、酸素原子は赤色。

ルチルは、ルチル型と呼ばれる正方晶系の結晶で、各パラメーターはa=4.584 Å、c=2.953 Åである。したがって、その密度は4240 (kg/m3)である。